# Josh Reaves
Josh Reaves, né le 4 juin 1997, à Fairfax en Virginie, est un joueur américain de basket-ball. Il évolue au poste d'arrière.

## Biographie
Le 29 juillet 2019, il signe un contrat two-way avec les Mavericks de Dallas pour la saison à venir.